# Augusto Silj
Augusto Silj, italijanski rimskokatoliški duhovnik, škof in kardinal, * 9. julij 1846, Calcara di Viso, Italija, † 27. februar 1926, Rim, Italija.

## Življenjepis
22. decembra 1906 je bil imenovan za naslovnega nadškofa kapadoške Cezareje; 13. januarja 1907 je prejel škofovsko posvečenje.
15. decembra 1919 je bil povzdignjen v kardinala in imenovan za kardinal-duhovnika S. Cecilia.
20. marca 1920 je bil imenovan za prefekta Apostolske signature.